# Жакто
Жакто или Жекто — озеро в Каськовской волости Куньинского района Псковской области. Площадь водосборного бассейна — 403,4 км².
Площадь — 4,7 км² (466,0 га; с островами — 4,7 км² или 467,0 га). Максимальная глубина — 4,2 м, средняя глубина — 2,5 м.
На берегу озера расположены деревни: Чернаково, Узмень, Ямище, Кочегарово.
Проточное. Озеро на севере соединено протокой с Жижицким озером, на юго-западе — с озером Двинье. Относится к бассейну реки Жижица, притока Западной Двины.
Тип озера лещово-судачий. Массовые виды рыб: Судак, лещ, щука, плотва, окунь, густера, уклея, красноперка, налим, ерш, сом, линь, карась, угорь, язь, жерех, синец, пескарь, верховка, щиповка, елец, вьюн, снеток, быстрянка, минога.
Для озера характерно: отлогие и низкие, частью заболоченные берега, мелколесье, луга, поля; в центре — ил, песчаные нальи, в литорали — песок, заиленный песок, камни.